# Auguste Baux
Pour les articles homonymes, voir Baux.
Adjudant dans l'aviation française, Auguste Baux était un as de la Première Guerre mondiale crédité de cinq victoires en combat aérien. 
Le 11 janvier 1918, il fut affecté au groupe de combat no 12 dans la fameuse escadrille dite « Escadrille des Cigognes », l'unité de chasse la plus victorieuse des ailes françaises en 1914-1918. 
Il volait sur SPAD XIII sur lequel il fut abattu en combat aérien le 17 juillet 1918 au-dessus de Cuchery dans la Marne.

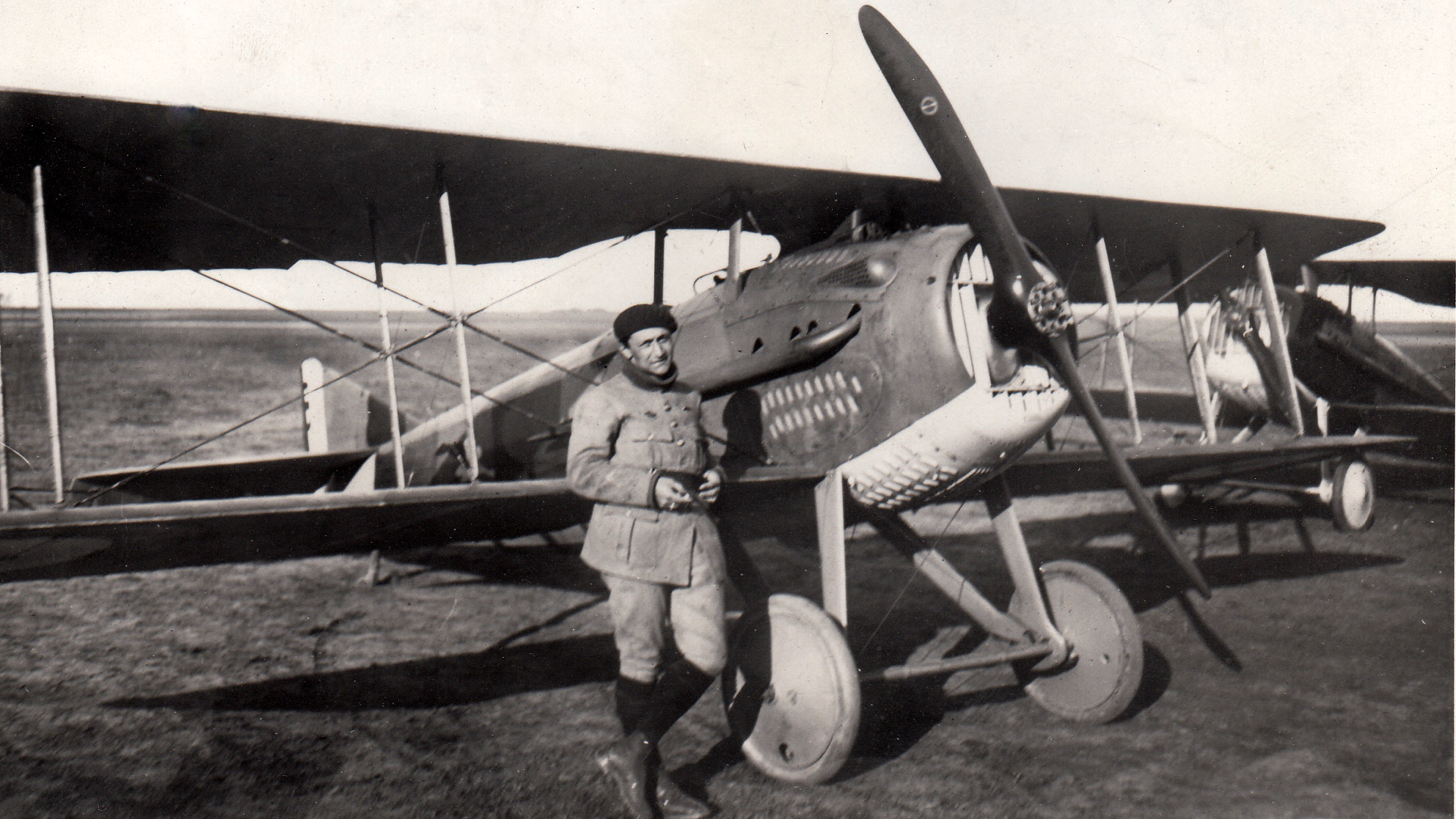
Auguste Baux se tient à côté de son SPAD
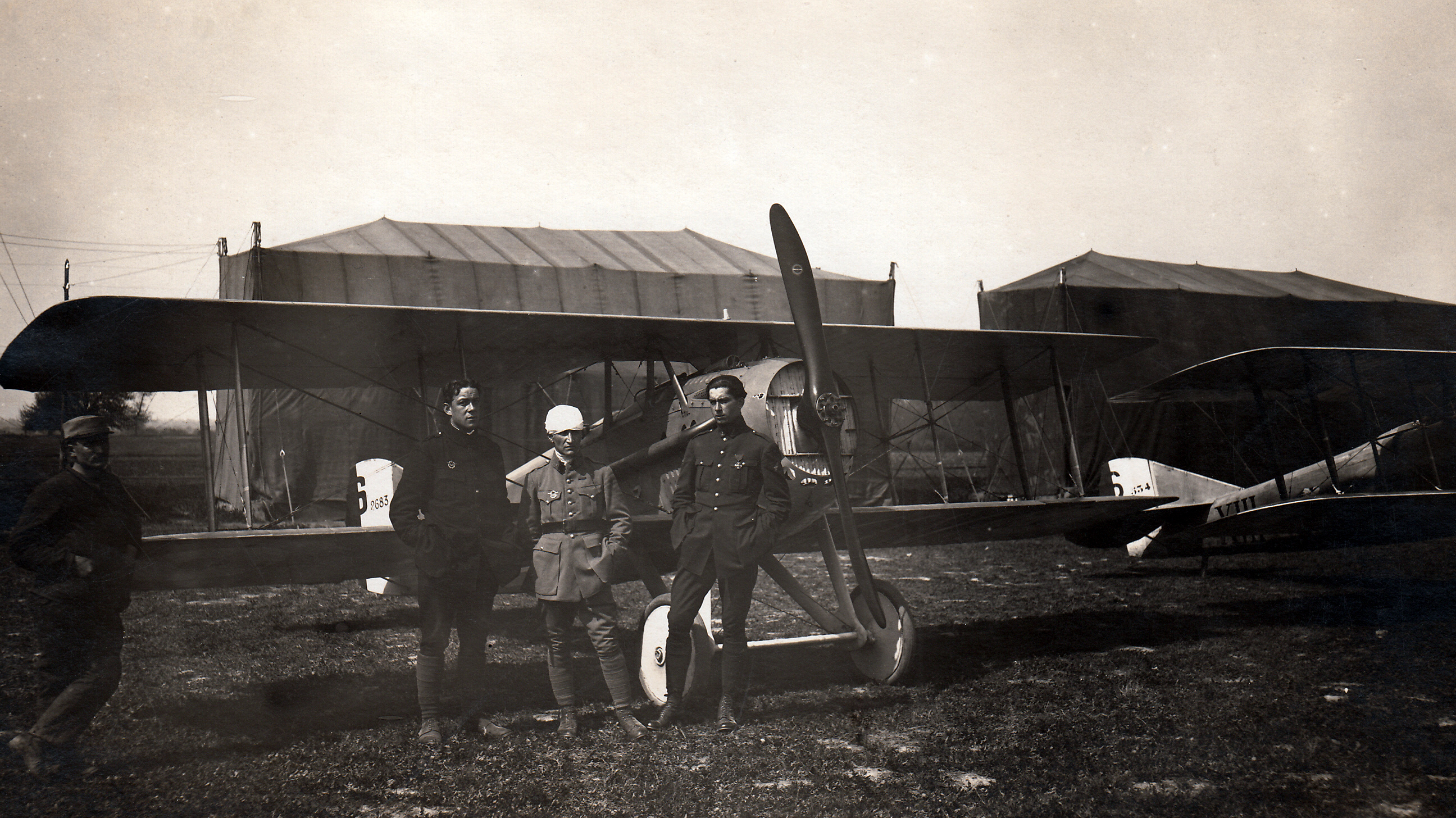
Auguste Baux se tient à côté de son SPAD avec des compagnons